# Cipriano Ribeiro Freire
Cipriano Ribeiro Freire (ur. 1749 w Coimbra w dzielnicy São Martinho do Bispo, zm. 4 czerwca 1824 w Lizbonie) – polityk portugalski.
Jego ojcem był Antonio Ribeiro Freire, a matką Teresa Maria Rosa.
Cipriano Ribeiro Freire był z wykształcenia lekarzem. Dwukrotnie pełnił funkcję sekretarza stanu spraw zagranicznych i wojny Królestwa Portugalii (20 IX 1808 – X 1809 i 13 I 1810 – 17 IX 1810). Miał też dworską funkcję Fidalgo da Casa Real.
W Londynie poślubił Angielkę Agnes Frances Hudson. Małżeństwo było bezdzietne.